# Leonardo Conti
Leonardo Ambrogio Giorgio Giovanni Conti (ur. 24 sierpnia 1900 w Lugano, zm. 6 października 1945 w Norymberdze) – niemiecki lekarz, Naczelny Lekarz III Rzeszy (Reichsärzteführer) w randze ministra Zdrowia Rzeszy (Reichsgesundheitsführer) i sekretarz stanu do spraw zdrowia w Ministerstwie Spraw Wewnętrznych III Rzeszy oraz SS-Obergruppenführer, zbrodniarz hitlerowski.
Jego ojciec był pół-Szwajcarem, pół-Włochem, natomiast matka została w późniejszym okresie „Przywódczynią położnych Rzeszy” (Leiterin der Reichsfachschaft Deutscher Hebammen). Conti studiował medycynę w Berlinie i Erlangen, w listopadzie 1918 był jednym ze współzałożycieli antysemickiej organizacji Kampfbund für Deutsche Kultur. Był także jednym z liderów studenckich zrzeszeń nacjonalistycznych. Następnie należał do Freikorps i brał udział w tzw. puczu Kappa. Conti wstąpił wcześnie do partii narodowosocjalistycznej i zaliczał się do „starej gwardii” NSDAP. Do SA należał od 1923 i został pierwszym lekarzem tej organizacji w Berlinie. Conti utworzył strukturę medyczną w SA, a także założył Nazistowski Związek Lekarzy w dystrykcie berlińskim. Był także osobistym lekarzem Horsta Wessela. Do SS wstąpił w 1930, w 1932 wybrano go do pruskiego landtagu i wreszcie w kwietniu 1933 Hermann Göring powołał go na stanowisko Radcy w Prusach.
Od 1934 Conti stał na czele Departamentu Zdrowia Publicznego i był szefem berlińskiej służby zdrowia, uczestniczył także w przygotowaniach z zakresu medycznego do igrzysk olimpijskich w Berlinie. Uważany był za specjalistę w sprawach rasowych. W 1938 stwierdził po wydaniu przez władze nazistowskie zakazu wykonywania zawodu lekarza przez Żydów: „Jedynie eliminacja elementu żydowskiego zapewnia niemieckim lekarzom należytą możliwość wykonywania ich zawodu”. Po śmierci Naczelnego Lekarza III Rzeszy Gerharda Wagnera, Conti mianowany został 20 kwietnia 1939 na jego następcę i sekretarzem stanu w Ministerstwie Spraw Wewnętrznych (stanął na czele departamentu do spraw zdrowia). Początkowo miał przeprowadzić akcję T4 (eutanazję niemieckich upośledzonych umysłowo i inwalidów), ale ostatecznie zadanie to powierzono Kancelarii Hitlera (na czele Kancelarii stał Philipp Bouhler, a samą akcją T4 kierował z jego ramienia Viktor Brack). Dzięki poparciu Martina Bormanna Conti utrzymał się na stanowisku Przywódcy Zdrowia Rzeszy do sierpnia 1944. W 1941 wybrano go do Reichstagu, a w sierpniu 1944 awansował na stopień SS-Obergruppenführera.
Został schwytany przez aliantów po klęsce Rzeszy i umieszczony w więzieniu w Norymberdze. Podczas oczekiwania na swój proces Leonardo Conti powiesił się w celi 6 października 1945.